# Apochthonius irwini
Espèce
Apochthonius irwini est une espèce de pseudoscorpions de la famille des Chthoniidae.

## Distribution
Cette espèce est endémique de Californie aux États-Unis. Elle se rencontre dans le comté de Napa.

## Description
Le mâle holotype mesure 1,33 mm.

## Étymologie
Cette espèce est nommée en l'honneur de Michael E. Irwin.

## Publication originale
- Schuster, 1966 : New species of Apochthonius from western North America (Arachnida: Chelonethida). Pan-Pacific Entomologist, vol. 42, p. 178-183 (texte intégral).